# Resurse umane
Resursele umane (acronim HR) reprezintă forța de muncă a unei organizații, unei industrii sau unei economii.
Departamentul de resurse umane al unei organizații efectuează managementul resurselor umane. El menține legătura între conducerea unei organizații și angajații acesteia. Departamentul gestionează angajarea cum ar fi respectarea legislației muncii, standardelor de muncă, managementul performanței, administrarea beneficiilor angajaților și documentele angajaților.
Sarcinile din domeniul resurselor umane includ planificarea, recrutarea și selecția candidaților, care cuprind activități precum postarea anunțurilor de locuri de muncă, organizarea CV-urilor și a cererilor, programarea interviurilor și asistarea în procesul de selecție, precum și verificarea antecedentelor. Alte responsabilități implică gestionarea salarizării și a beneficiilor, incluzând administrarea concediilor, timpului de boală, revizuirea salariilor, procesarea revendicărilor privind beneficiile, reconcilierea declarațiilor și aprobarea plăților.
Departamentul de resurse umane are, de asemenea, un rol esențial în coordonarea activităților și programelor de relații cu angajații, precum consilierea acestora. În plus, se ocupă de întreținerea regulată a bazelor de date și fișierelor de resurse umane, actualizarea informațiilor privind statutul angajaților, gestionarea beneficiilor acestora și reconcilierea aferentă salarizării și beneficiilor.

## Activități
Funcțiile unui manager de resurse umane într-o companie sunt:
- Determinarea nevoilor de personal și identificarea pozițiilor necesare.
- Recrutarea și intervievarea candidaților pentru ocuparea posturilor vacante.
- Pregătirea și actualizarea dosarelor angajaților, precum și elaborarea politicilor organizaționale.
- Gestionarea salarizării, beneficiilor și compensațiilor angajaților.
- Administrarea relațiilor cu angajații, inclusiv elaborarea politicilor pentru munca la distanță și munca hibridă.
- Susținerea retenției angajaților și managementul talentelor.
- Gestionarea problemelor de performanță, motivarea angajaților și monitorizarea stării lor de bine.
- Medierea disputelor interne și consolidarea culturii organizaționale.
- Promovarea egalității de șanse, reducerea discriminării și eliminarea politicii la locul de muncă.
- Evaluarea performanței și a altor aspecte relevante legate de personal.

## Istorie
Managementul resurselor umane era denumit în trecut „administrarea personalului”. În anii 1920, administrarea personalului s-a concentrat mai ales pe aspectele de angajare, evaluare și compensare a angajaților.